# Yukarıkalabak, Odunpazarı
Yukarıkalabak là một xã thuộc huyện Odunpazarı, tỉnh Eskişehir, Thổ Nhĩ Kỳ. Dân số thời điểm năm 2011 là 60 người.